# Barsine
Ne doit pas être confondu avec Stateira (fille de Darius).
Barsine (en grec ancien Βαρσίνη / Barsiné) est une princesse perse, fille du satrape de Phrygie hellespontique, Artabaze. Après avoir épousé ses oncles Mentor et Memnon, elle devient la concubine d'Alexandre le Grand duquel elle a eu un fils, Héraclès. Elle est assassinée en 309 av. J.-C. sur ordre de Polyperchon.

## Biographie

### Du temps des Achéménides
Née vers 363 av. J.-C., Barsine est l'aînée des dix filles d'Artabaze et d'une Grecque originaire de Rhodes, sœur de Mentor et de Memnon que Barsine épouse successivement. Elle a pour sœurs cadettes, Artacama et Artonis. La première épouse Ptolémée et la seconde Eumène de Cardia. Son frère plus âgé qu'elle, Pharnabaze, se distingue dans la lutte contre Alexandre le Grand avant de se rallier à lui.
Vers 358, Artabaze se révolte avec d'autres satrapes contre le pouvoir central de l'Empire perse lors de la période troublée correspondant aux derniers mois du long règne d'Artaxerxès II. Il est allié à deux chefs mercenaires grecs, les frères Mentor et Memnon dont il a épousé la sœur qui a donné naissance à Barsine. En 354, Artaxerxès III est vainqueur des satrapes révoltés et de Mentor. Celui-ci fuit en Égypte, alors indépendante, tandis que Memnon, Artabaze et Barsine se réfugient à la cour de Philippe II, à Pella. C'est probablement là que Barsine rencontre le futur Alexandre le Grand, de 8 ou 9 ans plus jeune qu'elle. De plus, la princesse parle parfaitement le grec. Elle reste à la cour de Pella une douzaine d'années quand, en 342, son mari, Mentor, qui s'est mis au service d'Artaxerxès III depuis 346, obtient le pardon pour Artabaze et sa famille. À la suite des retrouvailles avec son mari, Barsine donne le jour à une fille qui sera plus tard épouse de Néarque.
En 340 , Mentor meurt. Elle épouse alors le frère de celui-ci, Memnon de Rhodes. Lorsqu'il devient le chef des troupes envoyées contre Alexandre, Barsine reste à la cour de Darius III, dans l'entourage des femmes et des filles du roi achéménide.

### Du temps d'Alexandre et des Diadoques
Barsine fait probablement partie des princesses perses capturées par Parménion à Damas après la bataille d'Issos en 333 av. J.-C. Veuve une seconde fois depuis la mort de Memnon de Rhodes, elle devient rapidement la concubine d'Alexandre. Plutarque l'explique par le fait qu'ils se connaissent et que la princesse parle le grec. Elle donne le jour à Héraclès en Bactriane et accompagne le roi jusqu'en Sogdiane. Mais quand ce dernier épouse Roxane, elle quitte l'entourage du roi et se retire avec son fils à Pergame.
Son sort après la mort d'Alexandre est méconnu. Vers 309, elle tombe entre les mains d'un des Diadoques, Polyperchon, qui détient le Péloponnèse. Celui-ci tente d'utiliser Héraclès et sa mère contre Cassandre, mais ce dernier parvient à circonvenir Polyperchon, qui fait exécuter Barsine et son fils pour rentrer dans les bonnes grâces de Cassandre.